# 12 Armia (ZSRR)
12 Armia (ros. 12-я армия) – związek operacyjny Armii Czerwonej z okresu II wojny światowej.

## Historia
Armia formowana trzykrotnie:
- I formowanie – 24 września 1939 roku w Kijowskim Specjalnym Okręgu Wojskowym; rozformowanie dowództwa – 10 sierpnia 1941 roku,
- II formowanie – 25 sierpnia 1941 roku na bazie 17 Korpusu Strzeleckiego w składzie Frontu Południowo-Zachodniego; rozformowana – 20 września 1942,
- III formowanie – 20 kwietnia 1943 roku na bazie 5 Armii Pancernej w składzie Frontu Południowo-Zachodniego – rozformowana 10 listopada 1943.

Przygotowując się do wkroczenia na terytorium Polski we wrześniu 1939 roku, zajęła pozycje wyjściowe w rejonie Husiatyna, Kamieńca Podolskiego i Jarmolińców.

## Dowódcy armii
| stopień                  | imię i nazwisko       | okres pełnienia służby     | kolejne stanowisko    |
| ------------------------ | --------------------- | -------------------------- | --------------------- |
| komandarm                | Iwan Tiuleniew        | IX 1939                    |                       |
| komkor/generał porucznik | Filipp Parusinow      | X 1939 – 10 III 1941       |                       |
| generał major            | Pawieł Poniedielin    | 11 III 1941 – 10 VIII 1941 | jeniec od 7 VIII 1941 |
| gen. mjr                 | Konstantin Korotiejew | od 16.10.1941              |                       |

## Struktura organizacyjna
Skład 22 czerwca 1941 roku:
- 4 Brygada Artylerii Przeciwpancernej oraz 269, 274, 283 i 468 – korpuśne pułki artylerii, 37 pułk saperów, 20 i 30 samodzielny dywizjon artylerii przeciwlotniczej, 293 armijny batalion łączności, 10 Kamieniecko-podolski Rejon Umocniony, 11 Rejon Umocniony i 12 Mogilewsko-podolski Rejon Umocniony[4]
- 13 Korpus Strzelecki
- 17 Korpus Strzelecki
- 16 Korpus Zmechanizowany[5]